# O Delfim
O Delfim (Portugiesisch für: Dauphin) ist ein Filmdrama des portugiesischen Regisseurs Fernando Lopes aus dem Jahr 2002. Der Film ist eine Adaptation des gleichnamigen Romans des portugiesischen Schriftstellers José Cardoso Pires aus dem Jahr 1968.

## Inhalt
Tomás da Palma Bravo ist der letzte Erbe einer alten Großgrundbesitzerfamilie und führt ein sorgenfreies, von uneingeschränktem Machtgefühl bestimmtes, sinnloses Leben, ausgerichtet nach überholten alten Werten. Seine kinderlos gebliebene Frau Maria das Mercês, ebenfalls aus gutem Hause und nach alten Werten erzogen, liebt ihren Mann innerlich noch immer, kann aber seine Verachtung und vor allem die Vernachlässigung durch ihn kaum noch ertragen und sehnt sich nach seiner Zuwendung, die er ihr nur sehr selten und sehr spärlich zuteilwerden lässt. Seine Aufmerksamkeit gilt viel mehr seinen Hunden und seinem heranwachsenden Ziehsohn, dem zurückhaltenden Domingos, der jedoch wegen seiner farbigen Haut und seiner behinderten Hand im Dorf angefeindet wird. Palma Bravos Vergnügen sind Whiskey und gelegentliche Geschäftsreisen über mehrere Tage mit seinem schnellen Jaguar in die Hauptstadt, wo Ablenkung auf ihn wartet. Überall begegnet man dem einflussreichen Aristokraten unterwürfig, und allen begegnet dieser mit Verachtung, oft auch mit Gewaltausbrüchen.
Das hochgestellte Paar lebt mit ihrer humorlosen und vorwurfsvoll blickenden Haushälterin und anderen Hausangestellten in einem Herrenhaus außerhalb eines Sees bei einer kleinen Ortschaft, deren Einwohner sich seit ewigen Zeiten als Untertanen des Herrenhauses begreifen, gleichwohl sie sich der gleichgültigen Verachtung durch den überheblichen Palma Bravo stets sicher sein können. Sie leben in zwei getrennten Welten. Modernere Zeiten erreichen die äußerlich zutiefst gottesfürchtige Gegend nur langsam, und so gehört der geschäftstüchtige Bürgermeister zu den wenigen, die sich von der alten Gesellschaftsordnung zu lösen beginnen.
Ein Bekannter Palma Bravos aus Lissabon besucht das Dorf einmal im Jahr zu Jagd und wird dabei auch immer mal wieder ins Herrenhaus geladen, als einer der wenigen, die der Hausherr halbwegs ins Vertrauen zieht. Dieser Bekannte dient dem Zuschauer als Erzähler und Kommentator. Der knorrige, einfache Losverkäufer im Ort dient als weiterer Kommentator und bildet mit seiner scharfen Zunge ein Gegenpol zu dem distanzierten und gebildeten Städter.
Als Palma Bravo betrunken nach Hause kommt und morgens im Bett des toten Domingos aufwacht, der vermutlich vorher seiner Frau nähergekommen ist, und seine Frau auf eine Art tot im See gefunden wird, wie er sie vorher mehrfach als ehrenwerte Selbstmordvariante beschrieben hat, bricht seine Welt zusammen. Unklar bleibt dem Zuschauer, ob er sie beide tötete oder nicht, und ob sich seine Frau aus Verzweiflung selbst umbrachte oder er sie dort ertränkte. Mit seinem Hund an der Leine und seine tote Frau als Hure beschimpfend, geht Palma Bravo vom Leichenfundort am See alleine davon, bis er ganz verschwindet. Am Rande eines Dorffestes macht nun der jubelnde Losverkäufer seiner Erleichterung über das Verschwinden Palmas in gehässigen Beschimpfungen Luft. Der Bekannte verlässt danach gleichgültig das Dorf, zurück bleibt der zumindest etwas von Zweifeln bedrückte Dorfpfarrer, der Vertrauter der zwei Verstorbenen war.

## Rezeption
Nach einer Vorpremiere am 17. April 2002 im Lissabonner Centro Cultural de Belém kam der Film am 19. April 2002 in die portugiesischen und am 15. Januar 2003 in die französischen Kinos. Seine internationale Premiere hatte er am 28. August 2002 beim Montreal World Film Festival, wo er auch nominiert war, allerdings keinen Preis gewann. Er lief danach auf einer Reihe Filmfestivals in Hong Kong, Polen, Frankreich, Tschechien und den Philippinen. Bei den portugiesischen Globos de Ouro 2002 waren die beiden Hauptdarsteller nominiert, am Ende wurde Alexandra Lencastre für ihre Rolle in O Delfim ausgezeichnet.
Die Kritik nahm den Film positiv auf. Sie befand ihn für handwerklich ansprechend gemacht, mit gelungenem Szenenaufbau und sehenswerter Kamera Eduardo Serras, und auch die Schauspielerleistungen überzeugten sie bis in Nebenrollen. So zeige das Spiel Rogério Samoras eindrücklich die überholte und weltfremde aristokratische Klassenarroganz mit ihrem selbstverständlichen Machtmissbrauch und dem leichtfertigen Einsatz männlicher Gewalt gegen Untergebene und gegen die eigene, vorgeblich stets verehrte Frau. Und Alexandra Lencastres sinnliche Darstellung der entrechteten, sowohl verachtenden als auch liebenden Ehefrau zeige dem Zuschauer mehr mit ihren Blicken Gesten als mit ihren meist zurückhaltenden Worten, dass ihre Beziehung zu Palma vielschichtiger ist, als es von außen scheint. Der letzte Delfim als Vertreter einer überholten herrschenden Klasse zeichne zudem ein treffendes Porträt Portugals am Ende der Estado Novo-Diktatur, mit dem im Film mehrmals angedeuteten anachronischen Portugiesischen Kolonialkrieg und der im Dorf noch vorherrschenden, von der allgemeinen Entwicklung aber bald überholten Gesellschaftsstruktur.
O Delfim war der portugiesische Kandidat für den besten fremdsprachigen Film zur Oscarverleihung 2003, gelangte bei der folgenden 75. Oscarverleihung jedoch nicht zur Nominierung.
Der Film erschien 2002 als DVD bei Lusomundo und wurde danach auch im öffentlich-rechtlichen portugiesischen Fernsehsender RTP gezeigt, der ihn mitproduzierte (neben der portugiesischen Madragoa Filmes und der französischen Gemini Films).